# Pałac Narzymskich w Jabłonowie Pomorskim
Zespół pałacowo-parkowy w Jabłonowie Pomorskim – dawna rezydencja rodziny Narzymskich, obecnie dom generalny Zgromadzenia Sióstr Pasterek od Opatrzności Bożej.

## Wzgórze zamkowe przed budową pałacu
W XVIII w. teren wzgórza zamkowego znajdował się w rękach rodziny Sumińskich, która otrzymała obiekt z nadania króla Fryderyka II, ale nie była w stanie go utrzymać. Ostatnim właścicielem z tej rodziny był Tomasz Sumiński, który przed 1798 r. sprzedał ją Mariannie Białobłockiej. Ta z kolei przed rokiem 1807 odsprzedała ją Mariannie z Sumińskich Broniszowej. Kolejnymi właścicielami majątku byli Karwatowie, którzy prawdopodobnie przejęli go drogą koligacji małżeńskich. Pierwszym pewnym właścicielem z tego rodu był wymieniony w 1815 roku Feliks Karwat. Majątek pod jego zarządem podupadał i tracił na wartości, a jako coraz bardziej zadłużony został w 1832 roku wystawiony na przymusową licytację. Dobra wykupiła za sumę 7706 talarów jego żona Marianna z Lewald–Jezierskich Karwatowa. Po nich majątek odziedziczyła ich jedyna córka Otolia Karwat, która w 1835 r. poślubiła bogatego właściciela ziemskiego (z województwa ciechanowskiego) i powstańca listopadowego Stefana Narzymskiego.

## Budowa pałacu
Obiekt był wspólnym dziełem projektanta - Augusta Fryderyka Stülera, ucznia Karola Schinkla, oraz dozorującego budowę Karola Lorenza. Stefan Narzymski wiele podróżował po Europie, toteż przez wiele lat uważano, iż na projekt pałacu wpływ miał słynny zamek arcyksięcia Ferdynanda Maksymiliana Miramare w Trieście. Dokładniejsze badania wykazały jednak, iż to obiekt jabłonowski jest minimalnie starszy.
Rezydencja jabłonowska nie miała cech obronnych, tylko niektóre jej zewnętrzne cechy, jak baszty oraz kurtynowy mur - zgodnie z romantycznym gotycyzmem - sugerują naśladowanie obronnego zamku. Obiekt naśladował w stylu neogotyk angielski, nie zaś europejski eklektyzm stylowy. Oryginalnym konceptem było również nadanie pałacowi cech "kalendarza" - jedna wieża symbolizowała rok, 52 pomieszczenia - tygodnie, zaś 365 okien - liczbę dni.
Po zakończeniu prac nad bryłą budowli Stefan Narzymski zajął się jej wyposażeniem. Wnętrza wystylizowano na klasycyzm, zadbano o freski, żyrandole i sztukaterie, czyniąc cały obiekt jedną z najpiękniejszych rezydencji w tej części Prus. Całość była gotowa w początku lat 60. XIX wieku.
Według rodzinnej tradycji, przekazanej przez siostrę pasterkę Aleksandrę Narzymską, Stefan Narzymski przy budowie pałacu miał też na względzie cele patriotyczne. Podobno po upadku powstania listopadowego część jego uczestników nadal planowała wzniecenie walki we wszystkich trzech zaborach i w ramach przygotowań do walki zamierzała wybudować szereg punktów, w których można by było organizować magazyny broni oraz miejsca oporu. Zdaniem s. Narzymskiej właśnie dlatego Stefan Narzymski w architekturze pałacu polecił wybudować na wyższych kondygnacjach niewielkie okienka - strzelnice na wzór gotyckich, całą budowlę umiejscowił na wzgórzu, a także rozkazał wykonanie tajnych przejść z najwyższej wieży poprzez piwnice do kościoła Św. Wojciecha. Przejścia takie faktycznie zostały znalezione w zamku, jednak nie figurowały na żadnym z jego oficjalnych planów.

## Czasy Narzymskich
Fundatorzy przeżyli zaledwie kilka lat w zbudowanej rezydencji. 27 czerwca 1867 Otolia Narzymska zmarła w Gocie w czasie kuracji zdrowotnej. Stefan Narzymski przeżył ją zaledwie o niecały rok (zmarł w Rzymie 9 kwietnia 1868). Oboje zostali pochowani w Jabłonowie, w kościele Św. Wojciecha, także ich fundacji. Majątek odziedziczyła ich córka, urodzona w 1844 r. Marianna. W 1873 r. poślubiła ona starszego o 16 lat księcia Feliksa Ogińskiego. Uroczystość weselna odbyła się w pałacu i zgromadziła większość znakomitych rodzin regionu.
Marianna Ogińska nie kontynuowała ojcowskich planów uczynienia z Jabłonowa wspaniałej rezydencji. Zainteresowana pracą charytatywną, sprowadziła do miasta szarytki (przebywały w Jabłonowie do 1877 r.), ufundowała szpital i szkołę dla dziewcząt. Po 1876 roku przeniosła się do Drezna, gdzie przed ślubem stale rezydował jej mąż. Majątek wydzierżawiła Albertowi Dirlamowi; wróciła do niego dopiero po śmierci męża na początku lat 90. Zapisała się dobrze w pamięci mieszkańców Jabłonowa; wspierała rozwój ekonomiczny miasteczka, oddała część posiadanej ziemi pod rozbudowę linii kolejowej. Zmarła w 1914 roku.
Testamentem Marianny Ogińskiej majątek trafił w ręce dalekiego krewnego Zygmunta Narzymskiego, który jednak po kilku miesiącach musiał z pałacu uciekać, gdyż został on samowolnie zajęty przez wojska niemieckie. Te dokonały w jego wnętrzach licznych aktów wandalizmu, niszcząc zarówno cenne wyposażenie pałacu, jak i położony w jego pobliżu kościół. W latach 1918–1920 pałac przejęła jednostka Grenzschutzu. W tym samym roku zmarł Zygmunt Narzymski. Jego syn Tadeusz opiekował się Jabłonowem do swojej śmierci w 1925 r., przekazując obiekt żonie Helenie. Ta nie była w stanie utrzymać obiektu, który sprzedała w 1931 r. Państwowemu Bankowi Rolnemu. Razem z dziećmi Tadeuszem i Krystyną wyjechała z pałacu na jesieni 1932. W roku następnym majątek został rozparcelowany, a pałac sprzedany siostrom pasterkom.

## Klasztor
Siostry pasterki przejęły zabudowania pałacowe w nie najlepszym stanie technicznym. Dokonały szeregu napraw oraz dobudowały kaplicę według projektu Teofila Zielińskiego w stylu neogotyckim. W kaplicy tej pochowana jest dziś założycielka zgromadzenia, matka Maria Karłowska.
7 października 1939 pałac został przejęty przez wojska hitlerowskie, a zakonnice przesiedlone do Dębowej Łąki. 5 listopada 1941 umieszczony został w obiekcie obóz zniemczenia, w którym tymczasowo przetrzymywano osoby przeznaczone na roboty w III Rzeszy. Niemcy dokonali zmian w układzie pomieszczeń obiektu, dostosowując go do nowych potrzeb i kończąc rozpoczętą w czasie I wojny światowej dewastację wspaniałej ongiś rezydencji. W 1943 r. porzucili pałac, który stał niezagospodarowany do końca działań wojennych. W 1945 r. czasowo mieścił kolejne więzienie przejściowe - tym razem zorganizowane przez NKWD.
Po wojnie obiekt ponownie pozostaje w rękach sióstr.

## Architektura pałacu
Na modłę angielską pałac zbudowany jest na nieregularnym planie, z wieżami i basztami różniej wysokości. Stüler w projekcie uwzględnił również szereg elementów nawiązujących do innych stylów chętniej przywoływanych w XIX w., głównie renesansu włoskiego (w tym stylu utrzymana została najwyższa wieża pałacowa oraz fryzy arkadowe i okna w całym obiekcie). Architekt wykorzystał również typowo gotycki model budowy ścian, w którym każda kolejna kondygnacja stwarza wrażenie lżejszej niż niższe poprzez większą ilość otworów okiennych oraz pseudośredniowieczne motywy zdobnicze jak sterczyny, krenelaże oraz "romańskie" półkolumny.
Wnętrza obiektu wyróżnia szerokie zastosowanie marmuru, z którego wykonane są schody, kolumny w sali reprezentacyjnej oraz płaskorzeźby z herbami Narzymskich. Zastosowano również ażurowe konstrukcje z żeliwa.
Zniszczenia, jakie poniósł pałac w czasie obu wojen światowych sprawiły, że jego wyposażenie w większości nie przetrwało do naszych czasów. Wyjątkiem są ozdobne dwuskrzydłowe drzwi w kilku pomieszczeniach oraz parkiety z kolorowych tafli w sali reprezentacyjnej i jednym z salonów.